# Ereb
Ereb (grč. Ἔρεϐος, Erebos) u grčkoj mitologiji primordijalni je bog, personifikacija tame i sjene koja je ispunjavala sve kutove svijeta. Prema Heziodu, Kaosov je sin i Niktin brat s kojom je imao kćer Hemeru (Dan) i sina Etera (Zrak). Po Ciceronu, sin mu je bio i Eros (Ljubav). Ujedno je to naziv i za dio podzemnog svijeta.

## Etimologija
Riječ Ereb vjerojatno dolazi iz praindoeuropskog jezika, *hregwos, koja ima svoju srodnu riječ u starom nordijskom jeziku roekkr, gotskom riqis = "tama", sanskrt rajani = "noć", toharskom orkäm = "tama". Još jedna mogućnost jest da je riječ posuđena iz hebrejskog jezika - erebh i akadskog jezika -erebu = "zalazak sunca", "večer" (otuda povezanost s tamom). Ista etimologija "zalaska sunca" predložena je i za Europu.

## Mitologija

### Porijeklo
Po pjesniku Heziodu, sin je prapočela - Kaosa, iz kojeg su nastali primordijali. Orfičke pjesme ga spominju kao sina Krona (Vrijeme) i Ananke. 

### Had
Prema nekim kasnijim legendama, Ereb je bio jedan od dijelova podzemnog svijeta u kojem se nalazila palača boga Hada, gdje je on, zajedno sa svojom ženom Perzefonom vladao bogovima podzemnog svijeta i dušama mrtvih. Ereb je istodobno bio sinonim za Hada, boga podzemnog svijeta, i mračan, sumoran prostor kroz koji su duše ulazile u podzemni svijet. U Erebu su bile dvije rijeke - Leta i Mnemozina. Duše bi pile vodu iz rijeke Lete, rijeke zaborava, da se ne sjećaju prošlog života nakon reinkarnacije. Onaj tko bi pio iz Mnemozine, sjećao bi se svega i postao sveznajućim.

## Vanjske poveznice
- Ereb u klasičnoj literaturi (engl.)